# Maly Trostenets
Maly Trostenets (Wit-Russisch: Малы Трасцянец) was een naziconcentratiekamp tijdens de Tweede Wereldoorlog, gelegen 12 kilometer ten zuidoosten van Minsk en 1 kilometer van het dorp Bolshoi Trostinec, in het toenmalige Reichskommissariat Ostland, waar het westelijke gedeelte van het huidige Wit-Rusland bij was gevoegd.
De locatie van het kamp was al in september 1941 uitgekozen en was oorspronkelijk een kolchoz, een collectieve boerderij. Daarom was er ook een grote schuur en 20 kelders, waarin vroeger de boeren hun producten koel hielden. In de beginperiode van het kamp werden hierin de gevangenen vastgehouden. Later werden hiervoor barakken neergezet. Het kamp was ongeveer 200 bij 200 meter, dus 4 hectare. Het kamp had vanaf maart 1942 drie hekken van prikkeldraad, waarvan de middelste onder stroom stond.
Maly Trostenets werd in 1941 gebouwd als concentratiekamp voor Russische krijgsgevangenen (nadat in juni van dat jaar Duitsland Rusland had aangevallen onder de codenaam Operatie Barbarossa). Op 10 mei 1942 werd het een vernietigingskamp, toen de eerste transporten met Joden in Maly Trostenets arriveerden. Het grootste deel van de Joden die naar het kamp werden gedeporteerd kwam uit Minsk, maar ook uit Oostenrijk, Duitsland en Tsjechoslowakije kwamen transporten aan. De meeste Joden werden direct na aankomst neergeschoten of vergast middels een zogenaamde gaswagen. Er waren wel werkplaatsen waar sommige gevangenen dwangarbeid moesten verrichten.
Toen het Rode Leger in 1944 steeds verder oprukte, bombardeerden de SS, in het kader van Sonderaktion 1005, het kamp op 28 juni 1944 om het bewijsmateriaal van de massamoord en alle overgebleven gevangenen te vernietigen. Later werden er massagraven nabij het kamp gevonden. Er zijn geen overlevenden van Maly Trostenets bekend. Aanvankelijk lag de schatting van het totaal aantal mensen dat in het kamp werd vermoord tussen de 200.000 tot 500.000, maar tegenwoordig spreekt men over minimaal 40.000 en maximaal 65.000 doden. Tegenwoordig staat er in de overblijfselen van het kamp een monument voor de slachtoffers.
Alfabetisch op naam.  Indien een kamp meerdere rollen had, staat het in de "hoogste" groep.
Zie ook: Lijst van naziconcentratiekampen · Jappenkampen in Nederlands-Indië · Lijst van jappenkampen